# Estadio Sergio León Chávez
Az Estadio Sergio León Chávez (korábbi nevén Estadio Irapuato) egy labdarúgó-stadion a mexikói Irapuato városában. Jelenleg a CD Irapuato otthona.

## Története
A stadion 1969. március 23-án nyílt meg, a nyitómérkőzést a hazai csapat, a CD Irapuato játszotta az 1970-es labdarúgó-világbajnokságra készülő mexikói válogatottal. Az épület neve kezdetben Estadio Irapuato volt, majd 1990. január negyedikén a klub egykori elnökének emlékére átnevezték Estadio Sergio León Chávezre.
1983-ban itt rendezték az ifjúsági labdarúgó-világbajnokság, 1986-ban a világbajnokság néhány mérkőzését.
2012-ben a stadion előtt felavatták a klub egykori legendás játékosának, Jaime Belmontének a szobrát.

## Világbajnoki mérkőzések a stadionban
| Dátum           | Csapat #1    | Eredmény | Csapat #2    | Forduló   | Nézőszám |
| --------------- | ------------ | -------- | ------------ | --------- | -------- |
| 1986. június 2. | Szovjetunió  | 6–0      | Magyarország | C csoport | 16 500   |
| 1986. június 6. | Magyarország | 2–0      | Kanada       | C csoport | 13 800   |
| 1986. június 9. | Szovjetunió  | 2–0      | Kanada       | C csoport | 14 200   |